# Дніпровська сільська рада (Біляєвський район)
Дніпро́вська сільська рада (рос. Днепровский сельский совет) — сільське поселення у складі Біляєвського району Оренбурзької області Росії.
Адміністративний центр — село Дніпровка.

## Населення
Населення — 873 особи (2019; 907 в 2010, 994 у 2002).

## Склад
До складу сільської ради входять:
| Населений пункт | Населення, осіб (2002) | Населення, осіб (2010) |
| --------------- | ---------------------- | ---------------------- |
| Дніпровка, село | 962                    | 875                    |
| Кзилжар, село   | 32                     | 32                     |